# Вулканізм

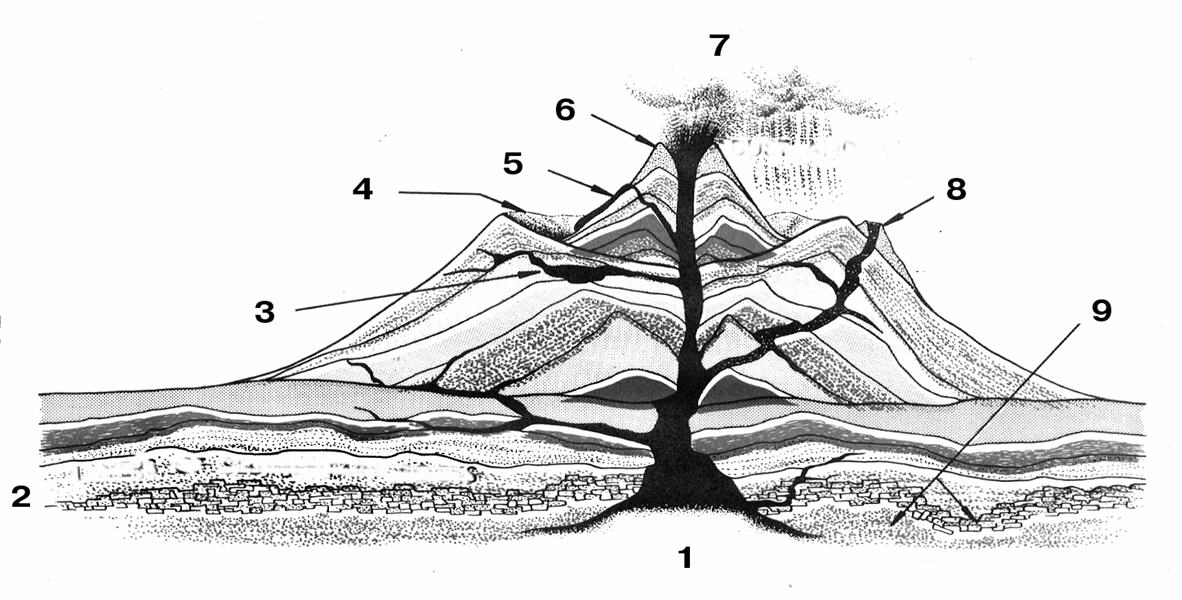
Перетин типового вулкана: 1 — плутонічні породи; 2 — осадові породи; 3 — тріщина, яка може розвинутися в новий кратер; 4 — ранній конус-кратер; 5 — лава; 6 — новий вулканічний конус; 7 — пил та зола; 8 — згаслий кратер; 9 — базальти, граніт

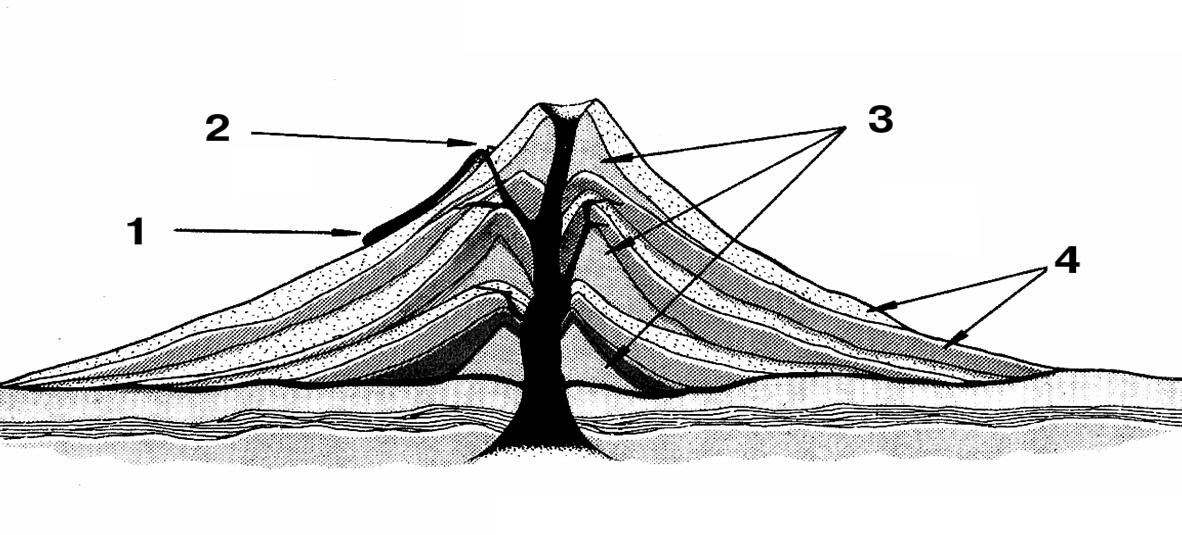
Схема вулканічного конуса: 1 — нова лава; 2 — середній або згаслий кратер; 3 — тліючі конуси між шарами лави; 4 — лава

Тихоокеанське «вогняне кільце»

Вулканізм (англ. vulcanism; нім. Vulkanismus) — сукупність явищ, пов'язаних з утворенням та переміщенням магм у глибинах Землі та їх виверженням з надр на поверхню суші або дно морів і океанів у вигляді лав, пірокластичного матеріалу і вулканічних газів.

## Загальна характеристика
При вулканічній діяльності в земних глибинах утворюються магматичні вогнища і канали, гірські породи навколо яких можуть змінюватися під впливом високої температури і хімічних впливів магми. На земній поверхні виникають вулканічні конуси (див. вулкани), вулканічні куполи, кальдери, лавові потоки, пемзові покривала, ґейзери, гарячі джерела і т. д.
В процесі вулканізму в атмосферу виділяється велика кількість вулканічних газів, які служать основою для формування атмосфери та гідросфери. Розрізняють платформний, геосинклінальний і орогенний вулканізм, а також наземний і підводний вулканізм. Найінтенсивніший вулканізм в нашу епоху виявляється в серединно-океанічних хребтах, в острівних дугах, рифтових долинах і молодих складчастих гірничих ланцюгах на континентах. З вулканізмом пов'язане утворення численних і нерідко великих родовищ металічних (руди золота, срібла, міді, стибію, арсену і т.і.) і неметалічних (сірка, алуніт, борати, буд. матеріали та ін.) корисних копалин.
Вулканізм — могутній планетарний процес; вулкани, кальдери, лавові потоки і поля виявлені також на Місяці, Марсі, Меркурії, Венері і супутнику Юпітера Іо. Вулканічна активність Іо — одна з найбільших в Сонячній системі (близько 8 діючих вулканів). Швидкість викиду вулканічної речовини на Іо досягає 1000 м/с (на Землі, наприклад у Етни, вона не перевищує 51 м/с). Вчені також зазначають, що вулканічну активність у вигляді газових вибухів демонструють і деякі окремі комети, як наприклад комета 12P/Понса-Брукса. Подібна активність виникає в результаті нагрівання тіла комети, коли вона наближається до Сонця, що в рази збільшує її яскравість та видимість.
Вулкан, геологічне утворення, що виникає над каналами і тріщинами в земній корі, якими на поверхню викидаються лава, попіл, гарячі гази, пари води й уламки гірських порід. Зазвичай мають конічну форму, з воронкоподібним заглибленням на вершині, називаним кратером. Вулкани підрозділяють на діючі, заснулі та погаслі. Деякі вулкани, наприклад, Стромболі і Везувій в Італії, вивергаються з вибухом, несучи великі руйнування, інші ж, наприклад, на Гаваях, «тихі»: лава просто піднімається кратером і переливається через край.

## Вулкан, як складова частина вулканізму
Вулкан — це ім'я бога вогню у древньому Римі міфічного підземного коваля. У древніх греків цей бог називався Гефестом. Місцем знаходження його вважали Ліпарські острови, де, як гадали знаходилась підземна кузня Гефеста-Вулкана, з якої час від часу чулися удари, виверження розплавленої лави. На цих островах стародавні люди розміщували вхід до підземного царства — знаходження душ померлих. Вогняні гори, які приносили страшні біди сильно впливали на уяву перших людей.
Але з погляду вулканології, вулкан — це є гора, яка утворилася виверженням суміші газів, пари, попелу і розплавленого каміння (лави). На вершині цієї гори (конуса) знаходиться чашоподібне заглиблення — кратер. Він може бути різних розмірів. Кратер, який розміщений на найвищій частині конуса, називають центральним, але деякі вулкани мають ще один, або кілька менших кратерів, що знаходяться на його схилах, називають паразитичними.
Вулкани розташовані на всіх материках (крім Австралії) і океанах. Здебільшого вони формуються в слабких точках земної кори, де виливаються великі потоки магми. Магма піднімається до поверхні і утворює вулкан, пробивши отвір в товщі плити. Застигаючи, вона опускається вглиб, а з часом піднімається знову. Незважаючи на постійне перміщення плит, «гарячі точки» в мантії завжди залишаються на одному місці. Тому над ними за мільйони років замість одних вулканів з'являються інші. Саме так, з ланцюга вулканів утворилися, і досі формуються Гавайські острови в Тихому океані.

## Виверження вулканів і його наслідки
Основною і найгрізнішою силою вулкана є його виверження. Виверження — природне явище, яке виражається в тому, що магма, разом з газами, які є в ній, проривається з глибоких частин Землі на поверхню. Його компонентом є магма (грец. «тісто», «каша») — маса розплавленої кам'яної породи, яка розташована на великій глибині і насичена газами. Магма, яка вилившись на поверхню втратила багато газів називається лавою. Лава це також кристалічна гірська порода, яка містить багато силікатних сполук, якщо кількість кремнезему (SiO2) в ній велика (75 % ріолітова лава), то утворюється в'язка, мало текуча маса, але коли SiO2 мало (38 %, базальтова лава), то витікає річка і дуже текуча лава.
Виверження вулканів залежить від багатьох чинників, а саме: він геологічної будови району, порід з яких складається район, на якій глибині знаходиться вулканічне вогнище і який склад магми. Часто під час горотворення, в земній корі утворюються складки, виникають розколини, якими магма піднімається вгору. І головну роль у цьому підняття відіграє величезний тиск, що його створює земна кора. Натискаючи на магму, земна кора змушує її підійматися розколинами вверх на поверхню землі. Але водночас діють і гази, які містяться в ній. Вони, намагаючись піднятися розколинами вгору, виштовхують і магму. З її підійманням тиск земної кори зменшується, тому потім магма стає більш плинною і виливається на поверхню. Вулканічним виверженням часто передують потужні вибухи. При цьому викидається велика кількість вулканічного попелу, — легкого дрібного порошку сірого кольору, який роздроблений в пил з осколків старої, і дрібніших частинок рідкої лави, викинуті з вулкана струменями газу (деколи він, змішуючись з атмосферними опадами чи водами розплавлених снігових масивів або льодовиків, утворює грязеві потоки); вулканічного піску, — невеличких кусків лави, розміром з горошину; лапІлей-уламків, як волоський горіх. Великі уламки, що іноді досягають у величині двоповерхового будинку, називаються вулканічними бомбами. Одна з бомб, викинута італійським вулкном Вулкано, важила близько 70 т, об'ємом 25 м³. Ці викиди іноді покривають землю на тисячі км².
Також перед виверженнями проходять вулканічні землетруси, які зв'язані із зародженням і рухом рідкої або в'язкої магми та з вибухами газів у кратері вулкана. Їхні вогнища завжди локалізовані в невеликому просторі, поблизу магматичного вогнища і вихідного каналу вулкана. На відміну від тектонічних, ці землетруси завжди проходять великими серіями, відображаючи процес поступовим зростання тиску в магмі вогнищі і вихідному каналі. Зазвичай вулканічні землетруси слабші за тектонічні тому, що їхні вогнища лежать на менших глибинах і джерело, яке викликає їх, знаходиться на невеликому просторі земної кори.

### Класифікація вивержень
У світі через розмаїття і неоднаковість вивержень виникла потреба в її класифікації. І першою характеристикою вулкана є належність його до певного типу вивержень, тобто як він вивергається. Найголовнішими типами є: вулканічний, плініанський, стромболійський, пеленський, гавайський і тріщинний.
Перший тип — вулканічний (назва походить від вулкану Вулкано), відрізняється в'язкою магмою, яка часто закупорює жерло, не даючи виходу газам, і вони накопичуються під таким високим тиском, що час від часу відбуваються потужні вибухи. Виверження цього типу нетривалі — від декількох хвилин до кількох годин, але відновлюються кожні кілька днів чи тижнів протягом декількох місяців. Висота, на яку викидається вулканічні продукти досягає 20 км.
Другий тип — плініанський (назва походить від імені римського вченого Плінія Старшого, який помер при виверженні Везувію в 79 р. н. е.) Цей тип вважається найбільш вибухонебезпечим, до нього відноситься знамените виверження Везувію в 79 р.н. е., яке похоронило під шаром попелу міста Помпеї та Геркуланум. Надзвичайно в'язка магма часто закупорює вихід газам, що призводить до пізнішого вибуху і утворенню кальдер (іспан. «киплячий котел»), в кращому випадку, до знищення цілого вулкана, в гіршому (як це було з вулканом Кракатау в 1883 p.). Вулканічні продукти викидаються на висоту до 50 км і покривають велику площу; об'єм викидів — від 0,1 до 50 км³.
Третій тип — стромболійський (від вулкану Стромболі), характеризується безперервною еруптивною (вибуховою) діяльністю протягом кількох місяців і навіть років, висота еруптивного стовпа (вивержених матеріалів) до 10 км. Магма рідка, газів і вулканічних бомб багато, попелу мало.
Ще одним типом є пелейський (від вулкану Мон-Пеле). Характеризується дуже в'язкою магмою, яка твердіє до виходу з жерла, утворенням лавових куполів і викидом «вогненних хмар» (суміші розпечених газів і попелу).
Гавайський тип вважають найспокійнішим. Дуже рідка лава спокійно витікає, твердих продуктів і попелу мало, а схили конуса до 10°.
Тріщинні виверження виявляють у вилитті лави з системи тріщин з пізнішим утворенням вулкана.
Другим за чим класифікують виверження вулкана є: масштаб (об'єм вивержених продуктів), склад виверженого матеріалу, динаміка.
Масштаб виверження вулкана поділяється на 5 класів: І клас — об'єм вивержених матеріалів понад 100 км³, II клас від 10 до 100 км³, III — від 1 до 10 км³, IV — від 0,1 до 1 км³, останній V клас виверженого матеріалу менше 0,1 км³.
Склад вулканічних продуктів у різних вулканах також різний. За кількістю кремнезему можна визначити рідка лава чи в'язка. За вмістом в газах водяної пари, СО2, Н2S, можна дізнатися внаслідок яких процесів вони утворилися. Динаміку виверження розрізняють ефузивну, — якщо виверження в основному проходить вилиттям лави; екструзивне характеризується вижаттям лавових куполів; експлозивне, де головну роль відіграють вибухи та комплексне — суміш всіх вище названих характерів вивержень.

### Фаза (стадія) вулканічної діяльності
Визначає стан діючого вулкана. Розрізняють дві основні фази вулканічної діяльності:
- везувіальну — стан виверження
- сольфатарну — стан спокою, коли діють тільки кратерні фумароли.

Синоним — стадія вулканічної діяльності.
Окремі моменти безперервного виверження називають фазами виверження вулкана, а серії вивержень з якими-небудь загальними ознаками, а також тривалі паузи всередині циклу — стадіями або етапами вулканічного циклу.

## Вулканічна небезпека
Оскільки вулканічна діяльність не підвладна людині, вона може чинити їй шкоду і забирати людські життя. З 1600 р. в результаті наслідків від вивержень (землетрусів, цунамі, селів, хвороби, голоду) померло 300 000 людей. Характер небезпеки залежить від дії різних факторів. Лавові потоки знищують будівлі, перекривають дороги, с/г землі на багато років виключають з користування, попіл може збиратися на дахах будівель і призвести до обвалу, вулканічні гази отруюють поверхню або утворюють кислотні дощі.
І тому щоб звести людські жертви до мінімуму виникла потреба в прогнозуванні. Для прогнозу вивержень складають карти вулканічної небезпеки з показом розповсюдження продуктів минулих вивержень, ведеться моніторинг їх провісників. Таким провісником є слабкі вулканічні землетруси. Зазвичай їх частота не перевищує 10 за добу, але перед самим виверженням їх кількість зростає до кількох сотень. Деякі вулкани перед виверженням, ніби «дихають»: піднімаються, надуваються і потім опускаються, — це результат зміни тиску магми всередині. Тому й змінюється кут нахилу його поверхні (нахиломіром можна визначити нахил 1 мм на 0,5 км). За його зміною на поверхні вулкана Асама в Японії, вчені передбачили початок виверження за цілий місяць. Також незадовго до пробудження вулкана можна спостерігати розширення або звуження кратеру. Ці зміни вимірюються лазером і радіохвилями. Сьогодні використовують дані магнітного поля та спостереження за тваринами.
Ці засоби використовують щоб взнати приблизну дату виверження, але точний час поки що ми не в змозі визначити, крім того у цих процесах є ще багато таємниць.

## Інші види вулканічної діяльності
Вулканічна діяльність не закінчується на виверженні вулканів, вона проявляється в інших процесах на Землі.
Яскравим прикладом може бути діяльність гейзерів. Вони отримали свою назву від діючого джерела-фонтана «Великий Гейзер». Гейзер — це гаряче джерело, в якому проходить виверження окропу. Спочатку вода збирається десь в підземній порожнині, нагрівається від магми до температури кипіння і вибухає. Причиною вибуху води є те, що вона нагрівається знизу, на поверхні температура ще не досягла 100 °C, а на дні вже має 120–125 °C. Внизу вода не закипає тому, що перебуває під великим тиском стовпа води, який знаходиться вище. Але вода на глибині нагрівається все більше і нарешті починає кипіти. Маси парів, що виникають при цьому, з силою викидають поверхневий шар води, утворюється фонтан. Ці виверження тривають не більше 1–2 хв. Потім вода повністю зникає з ями, але скоро вона знову наповниться нею. Одні гейзери працюють через кожні 30–40 хв., інші — раз на добу.
Часто вулкани, які вважалися сплячими, проявляють свою активність. В кратері і поблизу нього, з тріщин, просочуються струмені пари — фумароли, насичені різними газами. Деколи вони дуже сильно свистять, а деколи виділяються ледь помітно, виносячи з собою різні тверді речовини, які покривають ґрунт біля виходів струменів.
Ще одним видом вулканічної діяльності є гарячі джерела. Вони здебільшого знаходяться у вулканічних областях (біля гейзерів) і утворюються тоді, коли гази і пара виділяються з магми (а вона знаходиться глибоко під землею), проходячи вверх нагрівають землю і змішуючись з підземними водами, переходять в гарячу воду, яка розчиняє різні речовини. Потім вона виходить на поверхню у вигляді гарячих мінеральних джерел, які можуть послужити людині для різноманітних цілей (лікувальна, видобувна тощо).
Значно меншими копіями справжніх вулканів є так звані сопухи або грязеві вулкани. Це невисокі (до 3 м) конусоподібні гори зі зрізаним верхом. На плоскій вершині сопухи міститься кратер. Він наповнений сірою, липкою грязюкою, з якої весь час виділяються пухирці газу.
Процес виверження грязьових вулканів нагадує справжнє виверження. З кратера сопух виділяється великий об'єм газів, переважно вуглеводню. Іноді цей газ самозапалюється і піднімається стовп полум'я. Закінчується виверження виділенням в'язкої грязі. Виверження грязьових вулканів залежить від нагромадження газів, що відбувається там, де є родовища нафти. В Україні місцем знаходження сопух є Керченський півострів, що робить його перспективним для видобутку «чорного золота».
Підземні пожежі. Дехто зараховує їх до вулканічної діяльності, але насправді це псевдовулканічне явище. Воно відбувається там де ґрунт сильно нагрівається завдяки різним тепловим реакціям, горінню на глибині землі. Горіння відбувається тоді, коли у порожнинах гірських порід є багато сірчаного іскришу-мінералу піриту, що окиснюється при доступі повітря і води, виділяючи велику кількість тепла. Коли поруч з такими порожнинами знаходиться кам'яне вугілля або горючі сланці, вони загоряються і виникає підземна пожежа.
Інші види вулканічної діяльності на Землі дуже поширені, але вони ніколи не досягнуть таких велетенських розмірів, як вулканізм, що живиться внутрішніми силами Землі.

## Типи вулканічних апаратів
Типи вулканічних апаратів:
- щитоподібні (щитові) вулкани. Утворюються внаслідок багаторазових викидів рідкої лави, яка тривалий час випливає з центрального жерла та бічних кратерів вулкана. Лава рівномірно розтікається на багато кілометрів; поступово з цих нашарувань формується широкий «щит» з пологими краями. Приклад — вулкан Мауна-Лоа на Гаваях;
- шлакові конуси. Під час виверження вулканів великі фрагменти пористих шлаків нагромаджуються навколо кратера шарами у формі конуса, а дрібні фрагменти формують біля підніжжя похилі схили; з кожним виверженням вулкан стає все вищим. Це найпоширеніший тип вулканів на суші;
- стратовулкани або «шаруваті вулкани». Періодично вивергають лаву та пірокластичні речовини — суміш гарячого газу, попелу та розпечених каменів; тому відклади на конусі (гострому, з увігнутими схилами) чергуються. Приклади — Етна, Везувій, Фудзіяма;
- купольні вулкани. Утворюються, коли в'язка гранітна магма, піднімаючись з надр вулкана, не може стекти по схилах і застигає вгорі, утворюючи купол. Вона закупорює його жерло як пробка, яку з часом вибивають накопичені під куполом гази. Приклад — Сент-Хеленс на північному заході США;
- складні (змішані) вулкани.

## Сила і катастрофічність наслідків виверження
Оцінюють за індексом VEI (volcanic explosive index). Він ґрунтується на оцінці висоти та кількості попелу, який викинуто в повітря. Виділяють вісім класів сили експлозії:
1. 0 класу — невибухові виверження;
2. І класу — об'єм вивержених продуктів покриває площу 0,0001–0,00001 км³;
3. ІІ — 0,001–0,01 км³;
4. ІІІ — 0,01–0,1 км³;
5. IV — 0,1–1 км³;
6. V — 1–10 км³;
7. VI — 10–100 км³;
8. VII — 100–1000 км³;
9. VIII класу — понад 1000 км³, хмара піднімається на висоту 25 км, мегавиверження.

За історію людства VIII класу вивержень не відбувалось, останнє було 72 тис. років тому на о. Суматра (Тоба), об'єм пірокластичного матеріалу становив 2800 км³. Виверження Ейяфьятлайокудля (Ісландія) 2010 р. мало індекс VEI = 3.

## Продукти вулканічної діяльності
Продукти вулканічної діяльності бувають різними. Рідинні продукти вивержень представлені лавою. Лава, на відміну від магми, майже не вміщує газів, бо останні залишають її в момент виходу на земну поверхню.
Газоподібні продукти вивержень складаються в основному з водяної пари та різних газів (H2S, SO2, CO, HCl, H, O, N, Cl, F та ін.). Температура їх є досить високою. За найбільш високих температур (>180 °С) газові струмені мають назву фумарол, за середніх (180–100 °С) — сольфатар, а нижче 100 °С — мофетів. Вміст пари води у продуктах дегазації лави сягає 60–90 % від загального обсягу флюїду.
Тверді продукти вивержень складаються з уламків гірських порід, що заповнювали жерло вулкана перед виверженням. У момент виверження ці уламки, а також розпилені маси лави викидаються на земну поверхню. Уламки порід і шматки затверділої лави сягають в окремих випадках 20–30 м у діаметрі, але основний їх розмір — 5–10 см. Шматки лави величиною 5–10 см і більше мають назву вулканічних бомб, а менших розмірів (1–5 см) — лапілей (камінців). Ще менші частки називають вулканічним піском, а найменші — вулканічним попелом. Такий попіл являє собою пил сірого кольору, що складається з мікроскопічно малих часток вулканічного скла.
Чим твердішими є продукти виверження — тим більшою є висота, на яку вони викидаються в атмосферу, і тим на більшій відстані від місця виверження вони потрапляють на земну поверхню.
Гірські породи, що утворилися внаслідок випадіння та ущільнення твердих продуктів виверження, мають назву пірокластичних.

## Позитивні наслідки вулканізму
Земна кора, гідросфера і атмосфера утворилися протягом мільярдів років з продуктів вулканічної діяльності. Після кожного великого виверження на десятки і сотні кілометрів падає вулканічний попіл, який містить майже всі потрібні для росту рослин поживні речовини, формуючи легкі повітрені і водопроникні ґрунти. Добре зволожені і легко оброблювані землі з попелом, як правило дають високі врожаї різноманітних фруктів, злакових культур і кави.
Вулкани стають джерелом родовищ багатьох мінералів. Наприклад, вулканізм Східно-Африканського рифту знаменитий високим вмістом в лаві, парі і мінеральних водах карбонату натрію (соди). Серед мінералів, утворення яких пов'язано з діяльністю вулканів, особливе значення для хімічної промисловості мають сірка, борна кислота, кіновар і нашатир.
Вулканічні лави можуть використовуються в будівельній промисловості, зокрема, пемза. Найвідомішим родовищем пемзи є Монте-Пелато на острові Ліпарі (Італія). Вона утворюється з моногенних скловатних порід, дуже насичених кремнеземом. Вона використовується в будівельній справі, як тепло-, звуко- і електроізоляційний матеріал для виготовлення легкого пемзобетону, а також як абразивний матеріал для поліровки і шліфування.
Вулканічні туфи, утворені матеріалом, який викидується при вибухових вулканічних виверженнях. Вони мають багато цінних якостей: висока пористість, низька тепло- і звукопровідність, м'ягкість, в результаті якої туф легко піддається механічній обробці. Особливо знамениті вірменські, різнокольорові туфи. Вони є чудовим матеріалом для скульптур та будівельних споруд.
Вулкани виступать також у ролі джерела геотермальної енергії. Багаті геотермальними ресурсами Японські та Філіппінські дуги, а також Східно-Тихоокеанський пояс. В західній частині Північної Америки гарячі джерела зв'язані зі згаслими вулканами. В гірських місцевостях західних штатів США відомо понад 1200 груп гарячих джерел. Їх зона простягається через штати Каліфорнія, Невада, Орегон, Айдахо, Вайомінг, Монтана. Цю енергію використовують для опалення та постачання гарячої води.
В останні 50 років по всій Землі почали використовувати вулканогенні води для виробництва геотермальної електроенергії.
На вулканічній парі працюють геотермальні електростанції в Японії (Хатима-мантай, Мацугава, Онікоба, Отаке), в Новій Зеландії (Вайракі), в Мексиці (Пате), в Ісландії (біля вулкану Дафла), в США (Каліфорнія південніше озера Солтон-СІ); декілька станцій функціонують в районі Італійського вулкана Монте-Аміата (тут також з пари видобувають сірку).